# 白鳩真弓

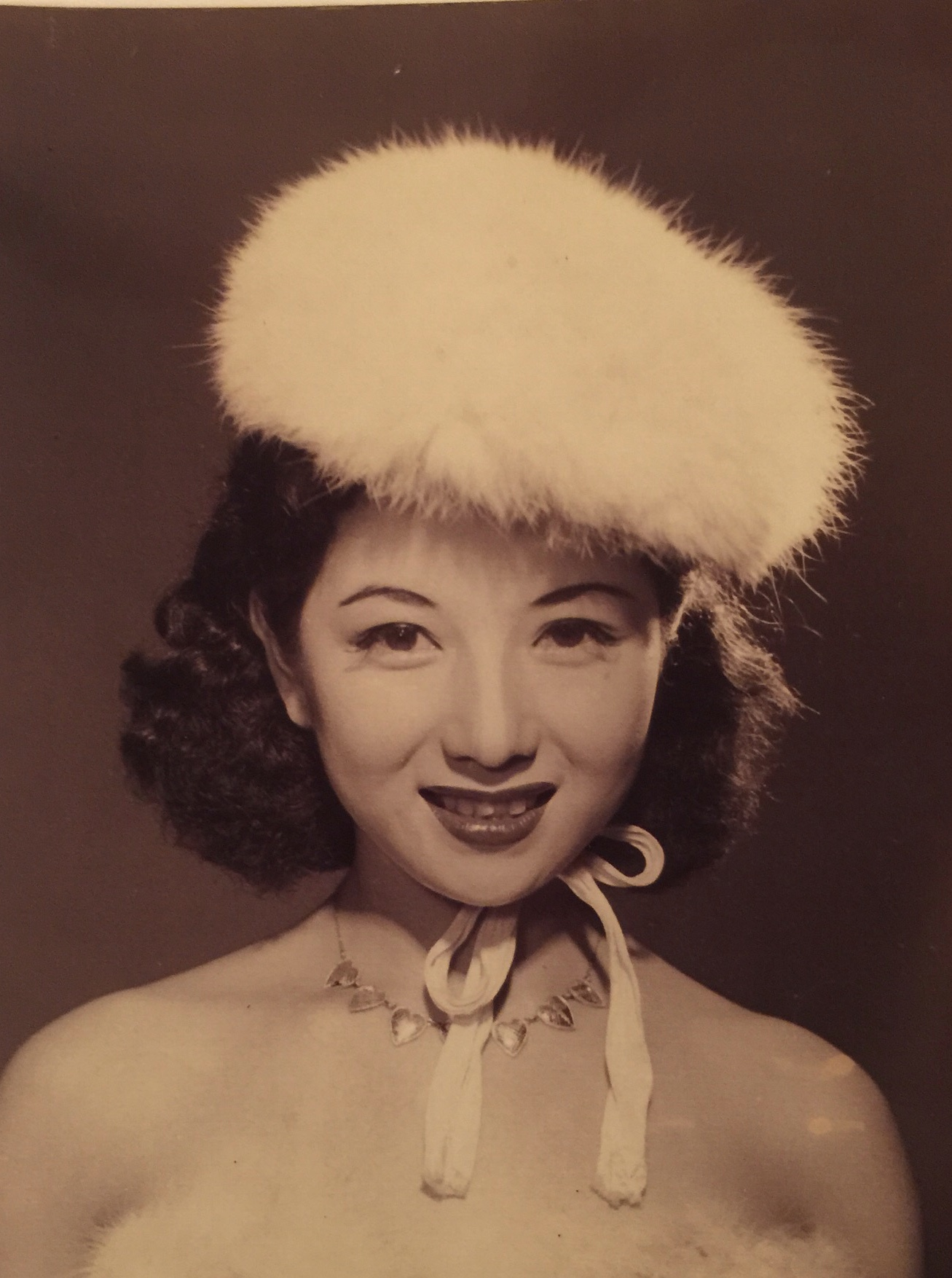
東宝女優 白鳩真弓プロマイド

白鳩 真弓（しらばと まゆみ、1934年8月27日 - 2018年5月19日）は、日本の女優である。 

## 人物
松竹歌劇団に入団後、松竹映画に数本出演。
1955年（昭和30年）5月、東宝と専属契約

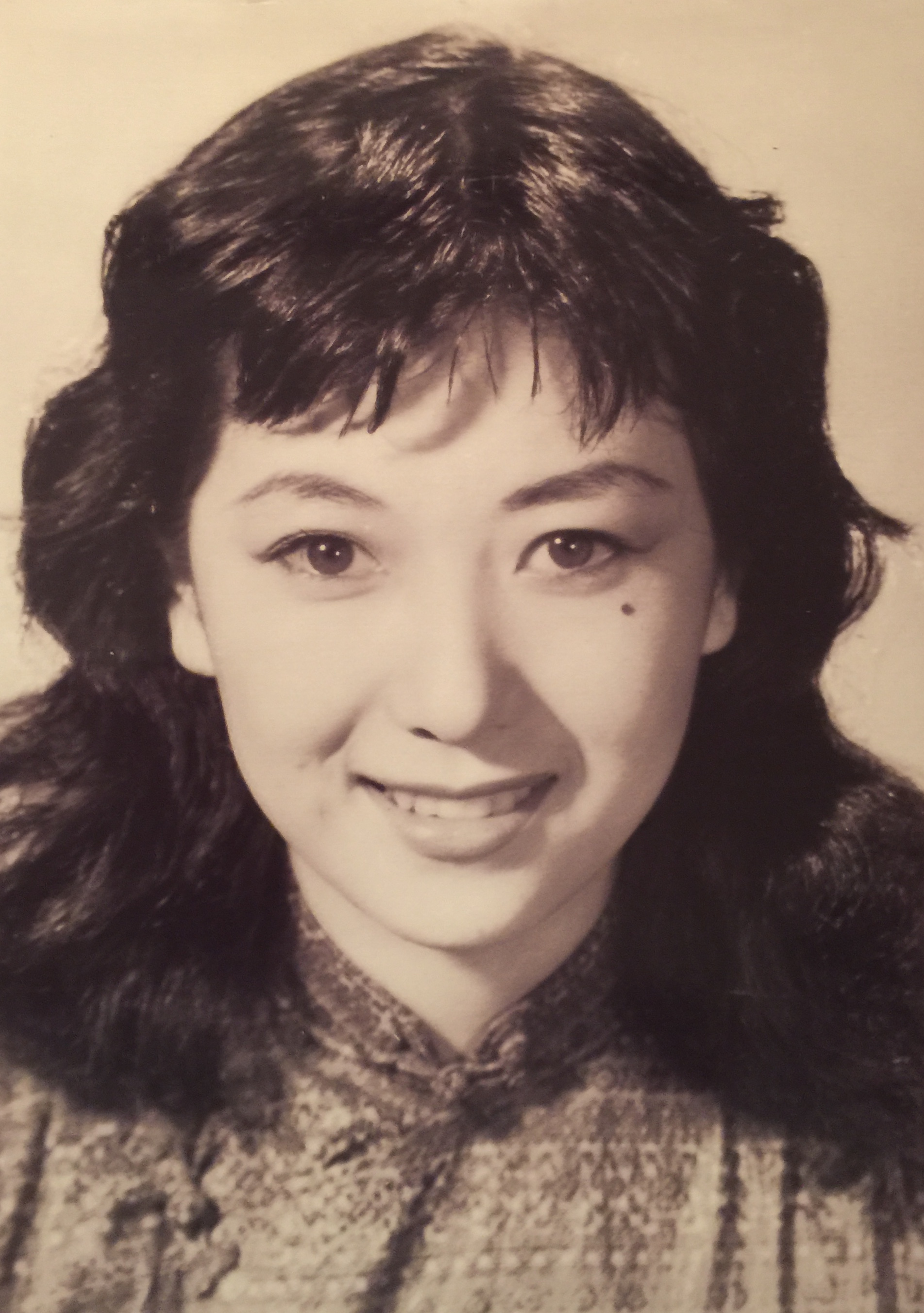
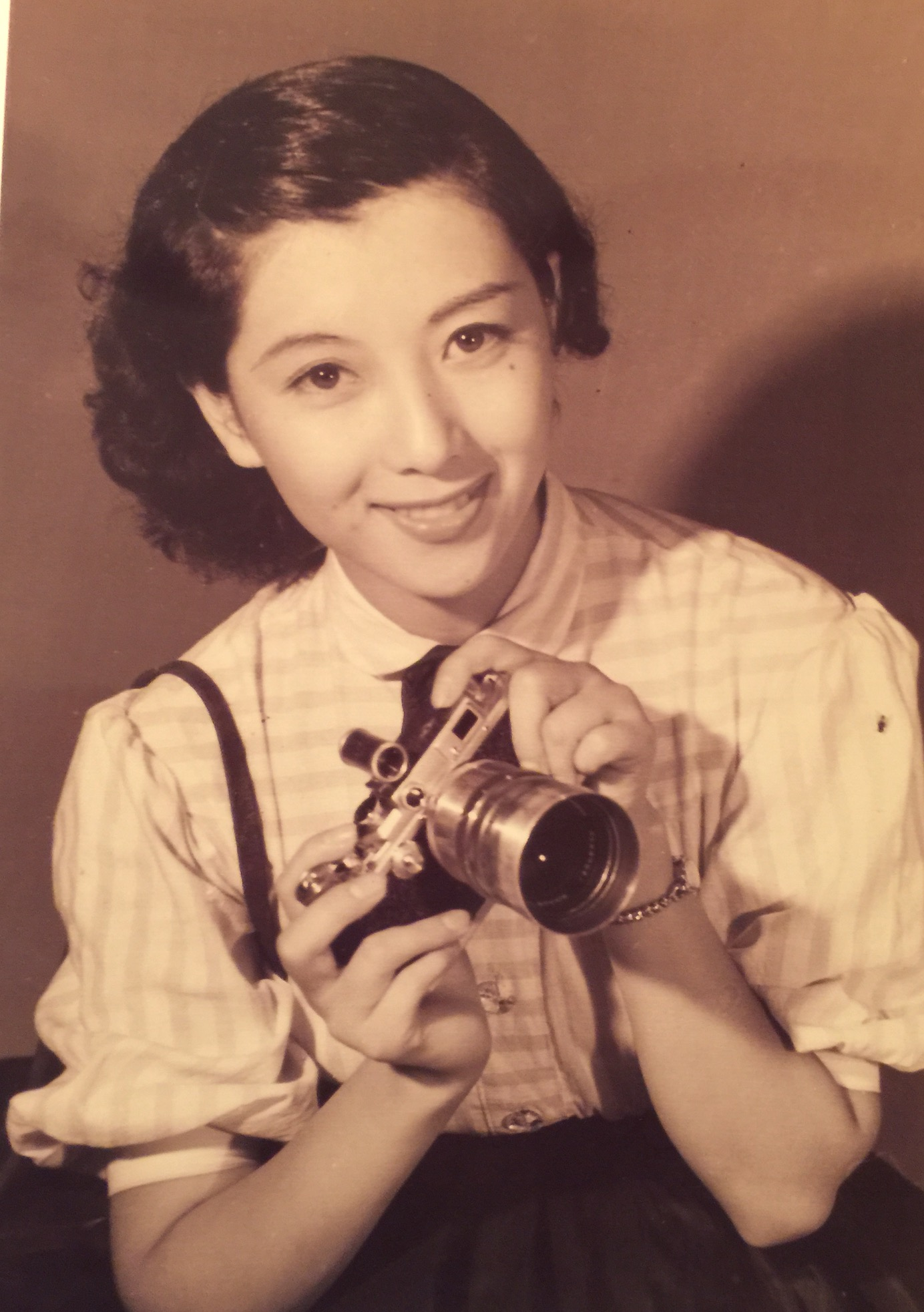
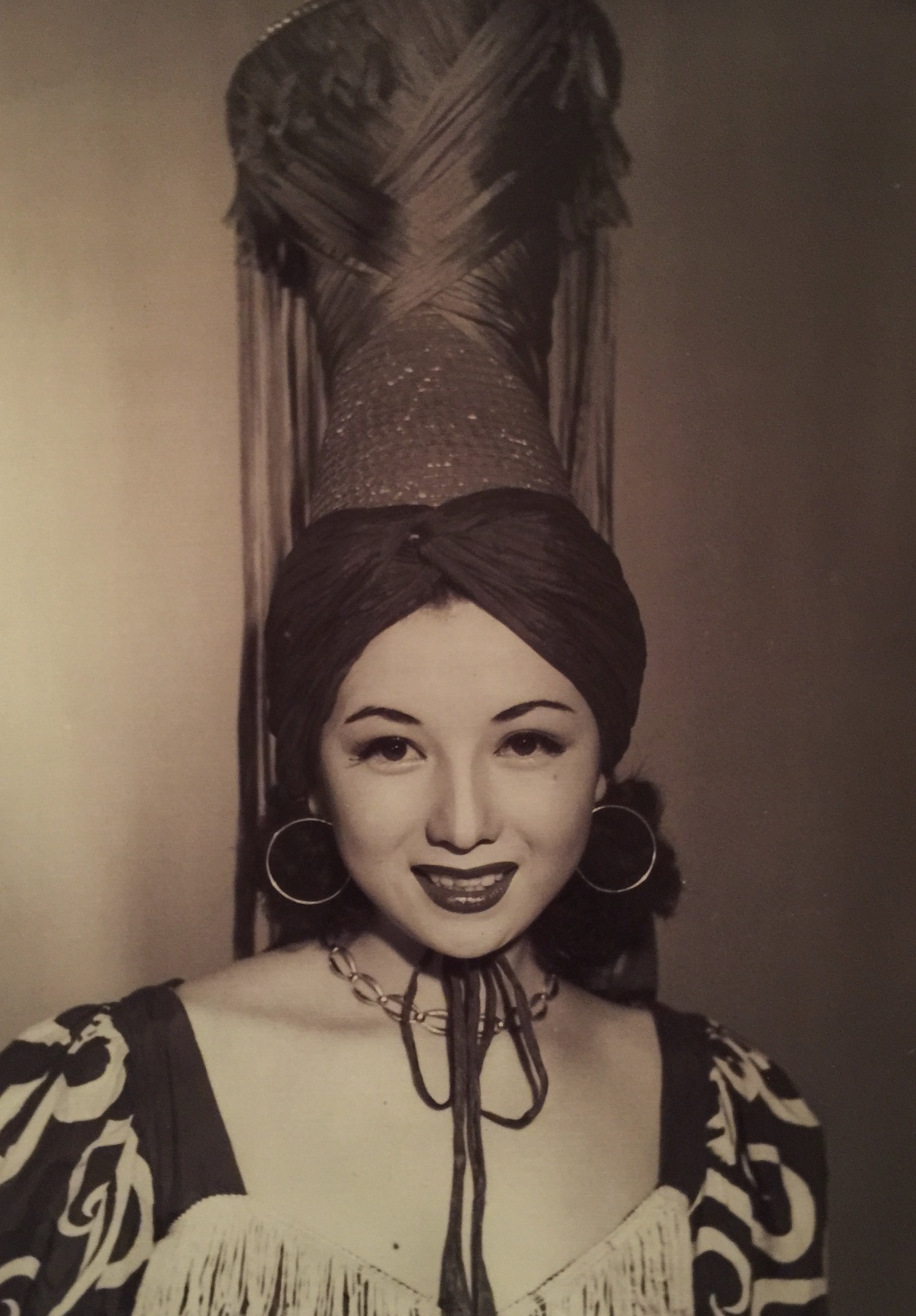
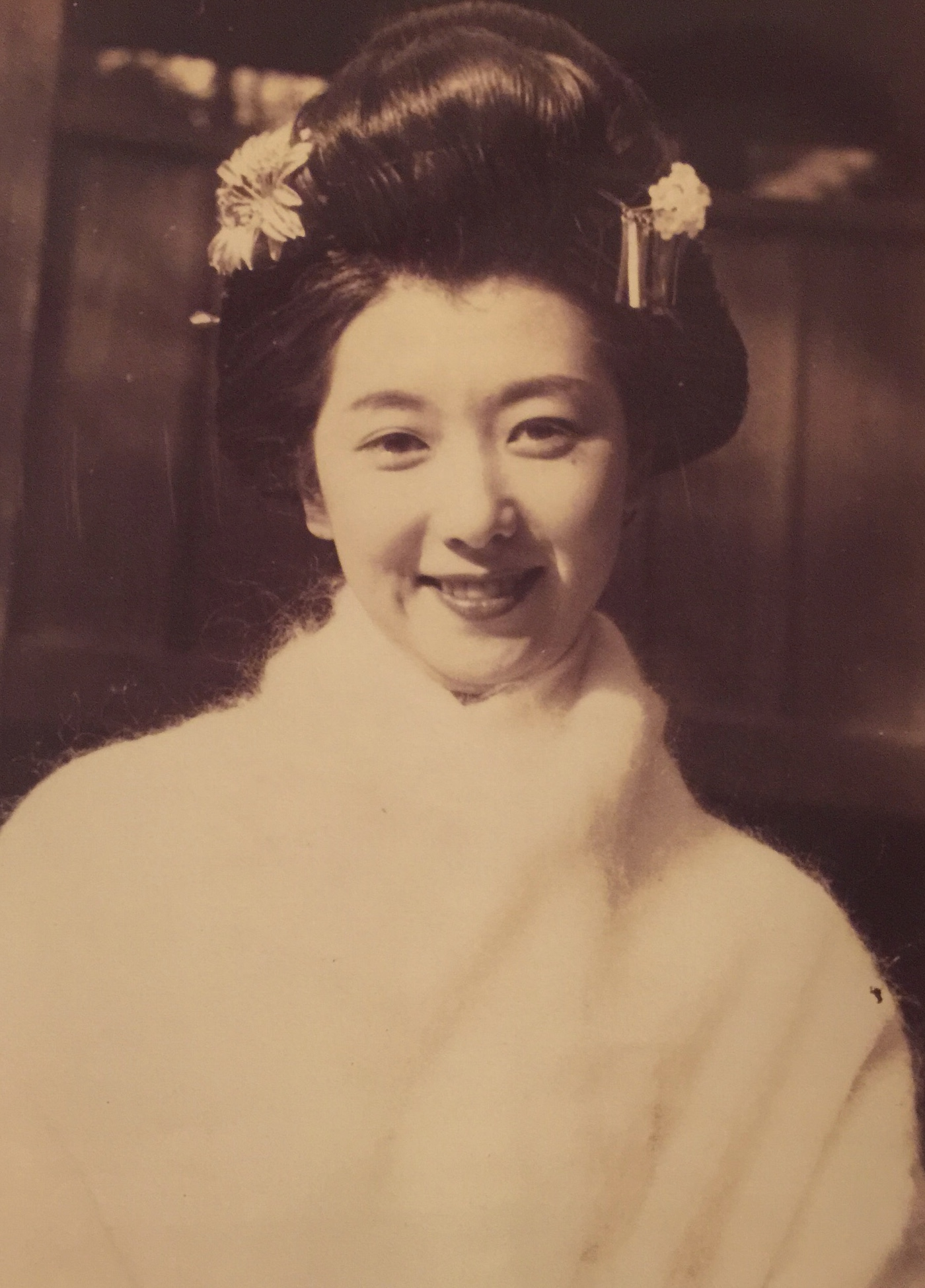

東宝が本腰を入れて売り出し、デビュー作品は「若い樹」（1956年）。
数多く怪獣映画を手がけた本多猪四郎によるメロドラマ作品で、若い男女の恋愛劇を瑞々しいタッチで描く小品だった。
だが、体調を崩し映画には出演できなくなり、その後の東京映画（東宝の傍系）、「やがて青空」が、白鳩の正式な映画デビュー作となった。
「吸血蛾」（1956年）に出演。「ますらを派出夫会」（1956年）は、千葉信男らが出演し、白鳩は、柳家金語楼、千石規子が扮した父母の娘・絹子役で出演した。
「東京よいとこ」（1957年）は、南道郎を主演にE・H・エリック、光丘ひろみが出演。白鳩は、芸者の豆千代を熱演。これを最後に彼女は映画界を退いた。
仁丹のイメージガールを務める。
2013年、森下仁丹発行のカレンダーに掲載。

## 出演
以下の作品名、公開年、配給会社名はKINENOTEに従った。
- 東京よいとこ（1957年、東宝）
- ますらを派出夫会（1956年、東宝）
- 愛情の決算（1956年、東宝）
- 吸血蛾（1956年、東宝）
- のり平の三等亭主（1956年、東宝）
- 兄とその妹（1956年、東宝）
- 姿なき目撃者（1955年、東宝）
- やがて青空（1955年、東宝）
- 娘はかく抗議する（1952年、松竹）